# Rino Golinelli
Rino Golinelli (Bomporto di Modena, 7 dicembre 1932 – Modena, 20 agosto 2017) è stato un pittore italiano.
È stato docente di disegno e storia dell'arte alle scuole medie, per poi successivamente insegnare al Liceo scientifico Tassoni di Modena. E’ autore dei libri di testo “Arti Figurative” (corso di disegno in tre volumi per le scuole medie) e co-autore di “Dimensione Grafica” (corso di disegno e storia dell’arte per il biennio delle scuole superiori) entrambi editi da Angelo Signorelli di Roma.
Dal 1980 al 1985 è titolare della Galleria d’arte “Nuova Mutina” e pubblica una rivista periodica omonima, diretta dalla moglie Elvezia Dondi. Nello stesso periodo realizza un corso di disegno e pittura in 8 videocassette per l’editore De Agostini.

## Biografia
Rino Golinelli nasce a Bomporto (Modena) il 7 Dicembre del 1932. Dopo le scuole medie frequenta l’Istituto d’Arte Adolfo Venturi ed ha come insegnanti alcuni dei pittori modenesi più importanti, come Pompeo Vecchiati ed Arcangelo Salvarani (con quest’ultimo instaura un rapporto di amicizia e reciproca stima). Inizia ad esporre i suoi dipinti nel 1948 quando è ancora studente, per poi frequentare per tre anni la scuola del nudo diretta da Elpidio Bertoli. Appena diplomato, insieme ad un socio, apre una piccola ditta che si occupa di cartellonistica e pubblicità e qui crea importanti manifesti politici e campagne pubblicitarie. Dagli esordi fino alla fine degli anni sessanta Golinelli affronta tutte le tecniche pittoriche;i suoi disegni, tempere ed olii, incontrano il gusto del pubblico pur mantenendo una propria, forte personalità. Realizza anche illustrazioni e copertine per diversi libri ed un famoso manifesto per il Partito socialista Italiano.
Alcuni suoi disegni ed opere di grafica entrano a far parte del Gabinetto Nazionale delle stampe in Vaticano. Nel 1967 l’artista inizia a sperimentare una sua personale tecnica ad olio che non prevede l’uso del pennello. In quel periodo un critico d’arte la definì “Una tecnica insolita e interessante, un procedimento pittorico astratto che porta a risultati figurativi”. L’artista dipinge con questa tecnica, migliorandola costantemente ed ottenendo successi in Italia ed in Francia. Nel 1983 termina questo ciclo pittorico e decide di dedicarsi all’acquerello, tecnica con la quale troverà la definitiva consacrazione in Italia e all’estero. Il successo di pubblico è immediato e Golinelli dimostra di essere un vero maestro di questa difficile tecnica pittorica.
Il 20 agosto 2017 Rino Golinelli muore nella sua amata Modena ma lascia una traccia indelebile del suo percorso artistico durato 69 anni.

## Percorso artistico
1948 -1949 - Ancora studente, inizia l’attività artistica partecipando ad alcune mostre collettive.
1952 – Golinelli partecipa a collettive di arte giovanile a Bologna e Roma.
1953 – Golinelli si diploma Maestro d’arte ma fino al 1956 segue i corsi della “Scuola del nudo” di Elpidio Bertoli. Nello stesso anno inaugura la prima mostra personale alla Sala Poletti del Palazzo dei Musei di Modena.
1954 - Inizia l’insegnamento di Disegno e Storia dell’arte nelle scuole medie inferiori. Contemporaneamente si dedica alla pubblicità e cartellonistica realizzando anche importanti manifesti politici ed illustrazioni per libri.  Nello stesso periodo continua ad esporre le sue opere in concorsi, mostre collettive e personali cominciando ad ottenere riconoscimenti per la sua pittura.
1955 > 1958 – Partecipa a diverse collettive e concorsi, principalmente a Modena.
1959 – Mostra personale alla Sala di Cultura al Palazzo dei Musei. È il primo artista ad esporre in questa sala.
1960 > 1961 – Partecipa a diverse collettive tra Modena e Reggio Emilia e quattro mostre personali in provincia di Modena.
1962 - Collabora con una importante azienda ceramica dove studia e realizza alcune apprezzate linee di prodotti d’avanguardia portando la sua arte anche su ceramica.
1966 - Golinelli pubblica l’opera in tre volumi “Arti Figurative”, un corso di Educazione artistica dedicato alle scuole medie ed edito dalla Casa editrice Angelo Signorelli di Roma. L’opera godrà di un grande successo e rimarrà tra le più vendute in assoluto per un ventennio. Dopo cinque edizioni, i libri (rinnovati in diversi contenuti) sono pubblicati con il nome di “Nuovo Arti Figurative”.
1966 e 1967 - Golinelli inizia a farsi conoscere anche fuori dalle province di Modena e Reggio Emilia ed espone le sue opere in importanti gallerie e concorsi a Firenze, Chianciano Terme, Arezzo, Napoli, Adria ed Iglesias. Nel 1967 abbandona lo stile di pittura precedente ed inizia a realizzare dipinti ad olio con una tecnica da lui stesso messa a punto, che non prevede l’uso dei pennelli. La tecnica è per certi versi rivoluzionaria e lo aiuta ad avere un suo carattere distintivo che lo farà emergere nel panorama artistico nazionale. Questa tecnica rimarrà inimitata ed è quindi diventata una firma indelebile di un periodo della produzione di Rino Golinelli che va dal 1967 al 1983.
1968 - Questo è l’anno che consacra Golinelli agli onori delle cronache nazionali. Rino espone le sue opere in varie città italiane ma è a Roma che vince il primo premio tra gli artisti del sindacato C.I.P.A. al Concorso Internazionale d’arte “Roma Città Eterna”. A Milano, nel concorso internazionale di pittura “Premio Europa” si classifica 18º su oltre 700 opere presentate. Nello stesso anno espone i suoi quadri in una mostra personale a Roma ed in altre due collettive di assoluto rilievo nella stessa città. Dopo anni di insegnamento alle scuole medie, vince la cattedra per le scuole superiori ed inizia l’insegnamento al Liceo Scientifico A.Tassoni di Modena.
1969 > 1971 - Golinelli espone le sue opere in gallerie del centro e Nord Italia. A Roma ottiene i maggiori successi vincendo il 4º premio assoluto al Concorso Internazionale d’arte “Roma Città Eterna” 1969. In questi tre anni realizza una mostra personale all’anno e partecipa a numerose collettive. Qui conosce e frequenta altri maestri contemporanei come Renato Guttuso, Pericle Fazzini, Emilio Greco, Ilia Peikov ed altri.  Nel 1970, la direzione nazionale del P.S.D.I. (Partito Social democratico), acquista l’opera “Cime innevate” (Olio su carta) per il Presidente della Repubblica Giuseppe Saragat che invia un telegramma di ringraziamento ed auguri. Nello stesso anno alcuni suoi disegni ed opere di grafica entrano a far parte del Gabinetto Nazionale delle stampe in Vaticano.
1972 - Le Edizioni Arte Nuova Oggi realizzano una cartella con opere di 50 artisti che viene spedita alle più importanti gallerie pubbliche e musei in tutto il mondo. Golinelli è presente con una litografia di un nudo.  Nello stesso anno Golinelli espone in importanti mostre a Roma, Verona, Rimini, Jesi e Siracusa.
1973 – Ulteriore mostra personale a Roma, in questa occasione presenta una serie di cinque acqueforti con autentica notarile sul tema “Ecologia”. Il successo è immediato e L’Osservatore Romano gli dedica un importantissimo articolo a firma di Gualtiero Da Vià.
1974 e 1975 - Solo due mostre nel 1974 a Sassuolo e Modena. Il 1975 invece vede Golinelli esporre a Caltagirone, Taormina e Crevalcore. Tuttavia faranno sensazione le due mostre ad Avignone e Marsiglia, preludio ad una mostra itinerante che durerà per un paio d’anni in diverse città francesi.
1976 e 1977 – Altre tre mostre in Francia, a Lille, Le Havre ed Englos, più qualche mostra nei dintorni di Modena.
1978 – A Roma, Hotel Villa Pamphili, viene presentato Dimensione Grafica, un nuovo volume per il biennio delle scuole superiori edito sempre da Angelo Signorelli editore. Il libro è per certi versi rivoluzionario, anticipa la riforma delle scuole medie superiori che però non verrà mai approvata. L’opera nonostante tutto avrà anch’essa un buon successo e nel 1986 sarà aggiornata nei contenuti e rinominata “Nuova Dimensione Grafica”. Verso fine carriera il libro è pubblicato con i loghi della Casa editrice Zanichelli, che nel frattempo aveva acquisito i diritti dalla Casa editrice Signorelli. Coautore di Dimensione Grafica è Elvezia Dondi, giornalista ed insegnante, moglie di Golinelli che darà il suo tocco personale all’opera arricchendola di contenuti molto personali ed apprezzati.  L’attività artistica prosegue con mostre importanti a Firenze, Verona, Trieste e Crevalcore.
1979 – Il 10 settembre Golinelli conclude l’insegnamento al Liceo Scientifico Tassoni con dimissioni volontarie. Ha altri progetti in testa e vuole essere libero di realizzarli.
1980 – Rino Golinelli rileva la gestione della Galleria d’arte Mutina, in Corso Canalgrande e ne aggiorna il nome in “Nuova Mutina”. Parallelamente alla attività espositiva viene creata una pubblicazione periodica omonima diretta dalla moglie. Gestire una galleria d’arte è impegnativo visto che Golinelli organizza le mostre andando a trovare direttamente gli artisti e rifiutando di accettare compromessi con mercanti d’arte. Alla Nuova Mutina hanno esposto tra gli altri: Marcello Avenali, Emilio Greco, Renzo Brunori, Carlo Zauli, Quinto Ghermandi, Giacomo Porzano, Ottavio Mazzonis, Tono Zancanaro, Gian Maria Ciferri, Senio Pratesi, ecc. Con quasi tutti gli artisti le esposizioni si conclusero in una sincera amicizia. Furono organizzate anche importanti mostre di artisti Modenesi e di antiquariato. L’ambiente che si creò in quegli anni alla Nuova Mutina, è ricordato ancora oggi con piacere da tutti quelli che la frequentarono.
1981 > 1983 Golinelli continua l’attività d’artista anche se l’impegno con la Galleria d’arte e la rivista lo obbligano a rimanere in ambito locale. In questi anni partecipa costantemente all’Expo Arte di Bari e di Bologna con lo stand della galleria, presentando i propri artisti in queste importantissime manifestazioni.
1984 – Altra importante svolta nella carriera artistica di Golinelli. Raggiunto l’apice nell’utilizzo della sua tecnica particolarissima ed unica e dopo avere ottenuto grandi consensi, Rino decide per un cambiamento radicale. È infatti di quest’anno la sua prima mostra personale dove espone solo disegni acquarellati dedicati a Modena. Anche in questa occasione il successo è enorme e lo spingerà a continuare su questa strada per gli anni seguenti.
1985 > 1987 –  A settembre 1985 Golinelli e la moglie cedono l’attività della galleria e cessano la pubblicazione della rivista. I costi sempre crescenti e la mole di lavoro enorme li obbliga a prendere questa sofferta decisione. Nessuna mostra viene tenuta da Rino nel 1985 ma l’anno seguente realizza un grande murales (Sei metri per quattro) all’interno di Palazzo Europa a Modena.
1987 – Per la Casa editrice De Agostini, Golinelli realizza un corso di disegno e pittura in 8 videocassette. Attività artistica molto ridotta in questo periodo.
1989 – 1989 - In questi due anni espone in mostre personali e collettive di rilievo ma in ambito locale.
1990 – Golinelli, ormai votato totalmente all’acquerello, stupisce tutti a Modena in una mostra che resterà nella storia.  All’interno della Chiesa di San Giovanni Battista espone acquerelli raffiguranti tutte le chiese di Modena. L’immenso successo di pubblico e di critica sanciscono la definitiva consacrazione di Rino alla tecnica dell’acquerello.
1991 – Golinelli dona al Santo Padre Papa Giovanni XXIII tre acqueforti raffiguranti il Duomo di Modena. In seguito riceverà la benedizione ed una lettera di ringraziamento dal segretario della Congregazione per i Vescovi, Monsignor Re.
1991 >1995 – Golinelli espone i suoi acquerelli in varie mostre personali, riscuotendo ovunque un grande successo. Tra queste spicca nel 1992 la Mostra a Roma all’interno del Ministero dell’Industria. In questi anni tiene anche dei corsi di pittura presso l’Università della Terza età ed in altre sedi private e pubbliche.
1996 – Rino, ormai conosciuto ed apprezzato ovunque, espone le sue opere nella prima di una lunga serie di mostre importantissime e di lungo periodo in Francia. A Menton, presso il Musèe de la Prehistoire Regionale, i suoi acquerelli sono esposti dal 2 febbraio al 28 aprile, titolo della mostra “Un recit a l’acquarelle”. Sono presenti all’inaugurazione il sindaco di Menton e tutte le principali autorità. È questa la definitiva consacrazione dell’artista modenese.
1997 – In Francia, Rino è apprezzato e ricercato. L’editore Michel Rohart pubblica una serie di 12 cartoline con opere di Golinelli. Negli anni seguenti, saranno decine e decine le cartoline dedicate agli acquerelli di Rino, seguite da calendari ed altri stampati. L’artista viene sempre più spesso accostato al grande acquarellista del passato Louis Ernest Lessieux. Nello stesso anno espone in altre mostre a Modena e dintorni.
1998 – Seconda mostra personale in Francia dal titolo “Jardins de Menton” (Musèe National d’Histoire naturelle “Val Rahmeh”). Le opere sono esposte dal 2 Febbraio al 30 Settembre. Altre mostre collettive in Italia e Francia.
1999 –  La terza mostra francese è a Eze Village, titolo “Un coup de cour” dal 4 Giugno al 20 Luglio. La quarta mostra è nuovamente al Musèe National d’Histoire naturelle “Val Rahmeh”, dal 1 Agosto al 30 Settembre. Dal 27 Settembre al 29 Novembre Golinelli partecipa anche alla mostra ad invito “L’arte e il mito” (La Ferrari nei dipinti di artisti di tutto il mondo). Modena, Palazzo Montecuccoli. Nello stesso anno espone suoi acquerelli insieme ad opere di Jean Cocteau ed altri maestri francesi al Museo delle Belle arti presso Palais Carnoles.
2000 – La quinta mostra personale in Francia è al Museo cittadino di Roquebrune, seguita dalla mostra personale “Di luogo in luogo” al Palazzo della Provincia di Modena.
2001 – Mostra personale con il patrocinio del Principe Ranieri III di Monaco, nel salone d’onore del Museo Oceanografico di Monaco Ville. Il principe visita la mostra e tramite il Segretario di Stato, invita Golinelli a dipingere all’interno del Palazzo dei Principi. Rino realizza quattro acquerelli che sono poi acquistati dal Principe ed entrano a far parte della collezione personale del sovrano.
2002 – Rino Golinelli entra nel ristretto numero di artisti che ha in permanenza sue opere nella prestigiosissima galleria d’arte “Monaco Fine Arts”. Nello stesso anno, la società multinazionale Accenture commissiona alla galleria, diverse opere di Golinelli da regalare ai propri dirigenti.
2003 > 2004 – Rino partecipa ad alcune collettive di rilievo in Italia, Principato di Monaco ed in Francia. Una mostra personale a Modena nel 2004. Nello stesso anno il Principato di Monaco realizza un francobollo utilizzando un acquerello di Rino Golinelli, il cui titolo è “Roseraie Princesse Grace".
2004 – Golinelli riceve la Medaglia di bronzo di benemerenza dal Sacro Militare Ordine Costantiniano di San Giorgio.
2006 – Mostra personale a Modena
2007 – Per celebrare il primo anno di regno del Principe Alberto di Monaco, è pubblicato un libro di altissima qualità e prodotto in pochissime copie numerate. Una riproduzione di alta qualità di un acquerello di Golinelli è presente all’interno di ogni copia.  Sempre nel 2007 espone le sue opere in una mostra personale al Casinò Barrière di Cannes. Dal 2 Giugno fino a fine Settembre Golinelli espone al Museo delle belle arti di Mentone (Palais Carnoles). Qui ottiene uno strepitoso successo di pubblico, si calcola che circa trentamila persone hanno visitato la mostra. È questo il culmine della carriera di Golinelli.
2008 > 2009 Golinelli inaugura due mostre personali a Modena, entrambe al Circolo Artistico Muratori. Nel 2009 viene emesso il secondo francobollo dal Principato di Monaco. L’immagine utilizzata è di una via del Principato ed è realizzato per la SEPAC (Unione tra piccole nazioni europee).
2011 – Terzo francobollo per il Principato di Monaco con tema “Les forets” (Le foreste).
2013 – Quarto e quinto francobollo emessi dal Principato di Monaco. Il primo è “Les terrasses du Casino”, seguito da “Les vehicules postaux”, dove è utilizzata una immagine di un acquerello per lo sfondo del francobollo. Nello stesso anno la ditta Lowell produce una serie di orologi da parete utilizzando grandi immagini di acquerelli di Golinelli. Nello stesso muore l’amata moglie Elvezia, compagna di una vita e sempre presente nella sua attività artistica. Rino non si riprenderà mai completamente da questa perdita e nonostante arrivino vari inviti per organizzare mostre non ha più esposto se non in qualche collettiva.
Il 20 agosto 2017 Rino Golinelli muore a Modena. Nella sua lunga carriera ha esposto le sue opere in 131 mostre personali in Italia e all’estero, partecipando inoltre a concorsi e collettive per un totale di 346 diverse mostre.